# Кшиштоф Кесльовський
Кшиштоф Кесльо́вський (пол. Krzysztof Kieślowski, вимоваⓘ; 27 червня 1941, Варшава — 13 березня 1996, Варшава ) — впливовий польський кінорежисер і сценарист. Кар'єру розпочав як режисер, що спеціалізується на документальних фільмах («Життєпис», «З точки зору нічного вахтера»), проте з часом почав займатися художніми фільмами. Час від часу вів теж театральну діяльність.
Його ранні художні фільми, ототожнювані з кіно морального неспокою, — це квазідокументальні фільми, що демонструють реальність Польщі того часу («Персонал», «Шрам», «Аматор», «Випадок»). Потім він звернувся до метафізичних тем, створивши психологічні фільми, у яких порушені моральні та екзистенційні теми (цикл телефільмів «Декалог», «Подвійне життя Вероніки», трилогія «Три кольори»). Змінилася і естетика: рання фаза творчості Кесльовського характеризувалася аскетичною формою, що наслідує документальне кіно, а пізня фаза — витонченими візуальними прийомами.
Криштоф Кесльовський вважається одним з найважливіших творців в історії світового кіно другої половини ХХ століття. Режисер отримав чимало нагород за свою роботу, зокрема європейський кіноприз «Фелікс» та «Золотий лев» у Венеції. Він також був номінований на премію «Оскар» за «Три кольори: Червоний» (1994) у номінаціях «Найкращий режисер» та «Найкращий оригінальний сценарій». Його кіно наслідували такі режисери, як Том Тиквер та Єжи Штур.
З 2001 року його іменем названо Кіношколу імені Криштофа Кесльовського Сілезького університету в Катовицях.

## Біографія

### Молодість та освіта
Криштоф Кесльовський народився 27 червня 1941 року у Варшаві. Сім'я батька Романа Кесльовського походила з Волині, а мати Барбара (до шлюбу Шонерт) походила з Бидгоща. Його батьки одружилися у Варшаві на початку вересня 1939 р. Батько Роман був хворим на туберкульоз інженером-будівельником, а мати, Барбара, працювала на державній службі. Його родичем був Феліціян Славой Складковський.
На ранній стадії свого життя Криштоф Кесльовський мав захворювання легенів, тому його батьки їздили з ним у санаторії. Сім'я часто міняла місце проживання, і найчастіше Кесльовські мешкали в Стшемешицях (нині район Домброва-Гурнича) в Заглемб'є-Домбровському та в Соколовсько в Нижній Сілезії. Закінчивши середню освіту, Криштоф Кесльовський відвідував пожежну школу у Вроцлаві, яку покинув через півроку.
У 1957 році Криштоф Кесльовський за порадою батьків розпочав освіту в Державній середній школі театральної техніки у Варшаві, де директором був його дядько. Під час навчання, яке тривало до 1962 р., він був костюмером для таких акторів, як Тадеуш Ломницький, Александер Бардіні та Збігнєв Запасєвич. Закінчивши школу, він хотів стати театральним режисером, але не міг розпочати навчання в цій галузі, оскільки не був випускником вищої школи. Саме тоді він вирішив вивчати кінорежисуру у Державній кіношколі в Лодзі, куди був прийнятий з третього разу. У 1968 році закінчив кіношколу, а в 1970 році отримав диплом.
Під час навчання в 1967 році він одружився з Марією Каутильйо. У 1972 році у них народилася дочка Марта.

### Кінотворчість

#### 1966—1969: Перші фільми
Криштоф Кесльовський дебютував у 1966 році двома шкільними етюдами: «Трамваєм», що розповідає про молодого чоловіка, який керує трамваєм, реалізованим під педагогічним керівництвом Ванди Якубовської, та документальною «Установа», сатирою на бюрократію, яка панує в офісах, під керівництвом Казімєжа Карабаша. У 1967 році він зняв  «Концерт бажань», а в 1968 році — документальний фільм «Фотографія». У 1969 р. була опублікована його дипломна робота під назвою «З міста Лодзь», яка представляла повсякденне життя жителів Лодзі.

#### 1970—1974: Перевага документальних фільмів
На початку 1970-х років Кесльовський знімав документальні фільми. У 1970 році він зняв «Завод», у якому протиставив оптимістичний звіт з нарад на тракторному заводі в Урсусі жалюгідним умовам праці робітників. Того ж року він разом з Анджеєм Тітковим зняв фільм «Я був солдатом», де показав ветеранів Другої світової війни, які втратили зір під час воєнних дій. У 1971 році вийшов фільм «Перед ралі», який зображує підготовку польського гонщика ралі Криштофа Коморницького до ралі Монте-Карло. У 1972 р. Кеслmовський працював над фільмом «Рефрен» про роботу похоронного бюро та (спільно з Томашем Зиґадлою) «Робітники '71: Нічого про нас без нас», показуючи справжній настрій робітників після того, як Едвард Ґерек прийшов до влади в Польщі. Фільм «Робітники '71» було заборонено показувати, і вийшов він лише в цензурній версії. Сам режисер описав цей фільм як найбільш політичний у своїй кар'єрі. У 1972 році також вийшли документальні фільми за контрактом, що демонструють роботу робітників заводу: «Між Вроцлавом та Зеленою Ґурою», «Основи охорони праці на мідній шахті» та «Господарі».
У 1973 р. Кесльовський зняв перший півгодинний художній фільм «Підземний перехід», темою якого стала зустріч молодого вчителя з розлученою дружиною у Варшаві. Тереза Будзіш-Крижановський та Анджей Северин зіграли ролі подружжя в імпровізованому фільмі, знятому за десять днів. Цього самого року він також зняв документальний фільм «Муляр» про колишнього працівника та партійного активіста, тоді як у 1974 році — постановочний документальний фільм «Перше кохання» про пару старшокласників, що вступають у своє доросле життя, та «Рентген» про людей із захворюваннями легенів.

#### 1975—1980: Художні та документальні фільми на соціальну тематику
Перший повнометражний художній фільм Кесльовського «Персонал» був створений в 1975 році і був віднесений критиками до кіно морального неспокою. Головний герой фільму — молодий ідеаліст (роль зіграв Юліуш Махульський), який працює в театрі, переживає розчарування в цій установі, і зазнає тиску з боку оточення, що вимагає від нього доносу на колегу. «Персонал» став розрахунком режисера зі своїм театральним минулим. Фільм, незважаючи на низьку популярність (прем'єра відбулася лише на телебаченні), був тепло сприйнятий критиками, а також отримав головний приз на фестивалі в Мангеймі та нагороду журі на Фестивалі польських художніх фільмів у Гдині. У 1975 р. Кесльовський також зняв документальний фільм «Життєпис» про роботу Воєводського комітету партійного контролю, у якому зобразив розгляд звинувачення вигнаного з партії робітника, а також документальний фільм «Легенда про життя Стефана Жеромського».
У 1976 році Кесльовський дебютував як творець художнього фільму «Шрам», змістом якого був конфлікт між директором промислового заводу (Францішек Печка) та робітниками. Режисер вважав свій фільм невдалим, «протилежний соціалістичному», через чітке розділення хороших і поганих персонажів. Критики натомість оцінили «Шрам» як політичний фільм, який демонстрував економічний провал держави та корупцію, яка у ній панує, проте вказали на драматургічні помилки та штучно вставлені аспекти з життя режисера. На основі матеріалу «Шраму» Кесльовський створив документальний фільм «Хлопавка». У тому ж році він зняв черговий художній фільм «Спокій», головним героєм якого був працівник, звільнений з в'язниці, що намагається почати життя спочатку (Єжи Штур). «Спокій» не випускали у прокат протягом чотирьох років. Після його показу у 1980 році, критики звинуватили фільм у специфічній ідеї, яку намагався передати режисер, відносячи його до подій серпня 1980 року; критики рідко згадували про естетичні переваги фільму.
У 1977—1978 рр. Кесльовський зняв чотири документальні фільми. Темою фільму «Я не знаю» є історія директора металургійного заводу, звільненого з роботи, який відважився протистояти корупції на заводі; фільм був опублікований лише в 1981 році. «Шпиталь» показує роботу хірургів за дуже несприятливих умов, що панують у лікарні. Герой фільму «З точки зору нічного вахтера», який отримав приз ФІПРЕССІ на Краківському кінофестивалі, є охоронцем заводу з тоталітарними поглядами. Фільм «Сім жінок різного віку» зображує життя семи танцівниць.
Дуже успішним у кар'єрі Кесльовського став художній фільм 1979 року «Аматор». Його головний герой (Єжи Штур) — режисер-аматор, який знімає соціальні документальні фільми, що суперечать пропаганді влади та наражає на звільнення героїв своїх робіт. «Аматор» здобув значний розголос серед критиків, які побачили в ньому трактат про роль кіно і мистецтва в житті людини — кульмінаційним завершенням було те, що режисер спрямував камеру на себе; також було оцінено те, що у фільмі художня основа поєднується з документальною. З іншого боку, критики негативно оцінили погано реалізовану любовну лінію. «Аматор» отримав «Золоту медаль» на Московському міжнародному кінофестивалі та «Золотий лев» у Гдині. У 1980 р. Кесльовський зняв два документальні фільми: «Балакучі голови», в яких він ставив екзистенційні питання випадковим людям, і «Вокзал», у якому зобразив Центральний залізничний вокзал у Варшаві. Режисер не був задоволений фільмом «Вокзал», вважаючи документальний фільм невідповідним методом для розповіді про інтимні речі, а також повним випадковості. Після цієї роботи він відмовився від документального кіно.

#### 1981—1987: Художні фільми на соціальну тематику
У 1981 році Кесльовський зняв два фільми. Перший — «Короткий робочий день»  –  завершений безпосередньо перед воєнним станом, базувався на репортажі Ганни Кралль під назвою «Вид з вікна на першому поверсі». Його героєм став місцевий секретар комуністичної партії, якому довелося мати справу зі страйкуючими робітниками в 1976 році. Сам режисер вважав цей фільм абсолютно невдалим, оскільки секретар партії в ньому був представлений схематично, без занурення у його психіку. Другий фільм — «Випадок» — вийшов у прокат лише в 1987 році, розповідав про студента (Богуслав Лінда), який вирішує поїхати до Варшави. Відтепер фільм демонструє три версії подій: залежно від того, встигне студент на поїзд, чи ні, він стає комуністичним активістом, діячем «Солідарності» або людиною, незаангажованою у політикою. Він зазнає невдачі у всіх трьох випадках. Фільм «Випадок» отримав дуже різноманітні відгуки критиків — вони побачили у ньому політичний фільм, що стосується подій на межі 1970-х та 1980-х років, з надто обширним еротичним аспектом. Однак увагу привернула висвітлена у фільмі тема значення випадку у житті людини та слабкість людини щодо оточення.
У 1984 році Кесльовський зняв фільм «Без кінця», головним героєм якого був померлий адвокат (Єжи Радзівіловіч), який повернувся до світу живих, щоб захистити працівника, якого судять у політичному процесі. Спочатку режисер планував зняти документальний фільм про роботу судів під час воєнного стану, але коли виявилося, що репресії припинилися, він вирішив зняти художній фільм. Кесльовський зв'язався з адвокатом Криштофом Песевичем, після чого вони спільно написали сценарій, розпочавши довгострокову співпрацю. Після прем'єри фільм «Без кінця» зазнав жорсткої критики як з боку видань режиму, які звинувачували фільм у демонстрації песимістичного образу Польщі, так і з боку опозиційних критиків, які бачили в ньому свідчення співпраці Кесльовського з владою; фільм також критикували за упередженість та нелогічність сюжету. З іншого боку, захисники фільму відзначали переконливий образ Польщі 1982 року та символічні елементи. Тим не менше, Кесльовський збайдужів до польської критики.

#### 1987—1993: Метафізичні художні фільми
Незважаючи на негативний прийом «Без кінця», Кесльовський продовжував творити в Польщі. Криштоф Песевич висунув пропозицію створити цикл телевізійних фільмів, який отримав назву «Декалог». Дія циклу, що складається з десяти фільмів-мораліте, вільно натхненних «Декалогом», обертається навколо життя мешканців житлового комплексу у Варшаві. Окремі частини були пов'язані музикою Збігнева Прайснера, а також характером спостерігача, який з'явився у восьми фільмах циклу. За кордоном «Декалог» був прийнятий більш прихильно, ніж у Польщі; після прем'єри в 1989 році цикл отримав нагороду ФІПРЕССІ на Міжнародному кінофестивалі у Венеції. Під час зйомок «Декалогу» два фільми були опубліковані у повнометражній версії. Перший короткометражний фільм «Короткий фільм про вбивство», створений у 1987 році, — це історія про молодого чоловіка (Мірослав Бака), засудженого до смертної кари за вбивство. Після показу на Каннському міжнародному кінофестивалі фільм отримав захоплені відгуки французьких критиків, які нарекли його шедевром і назвали Кесльовського естетом, що творить на метафізичну тематику; «Короткий фільм про вбивство» отримав нагороду ФІПРЕССІ у Каннах, Золотого лева в Гдині та Європейську кінопремію «Фелікс», присуджену вперше. Під його враженням, у Польщі було призупинено смертну кару. Черговий повнометражний фільм «Короткий фільм про любов», що вийшов у 1988 році, розповідав про молодого чоловіка (Олаф Любашенко), який закохується у зрілу жінку (Гражина Шаполовська). «Короткий фільм про любов» також отримав визнання критиків, вигравши чергову нагороду ФІПРЕССІ (цього разу на Міжнародному кінофестивалі в Сан-Себастьяні) та п'ять нагород у Гдині, зокрема Золотого лева. У 1988 році також був опублікований останній документальний фільм Кесльовського «Сім днів на тиждень», опублікований у рамках голландської серії «Міське життя». Режисер був членом журі головного конкурсу на 42-му Каннському кінофестивалі (1989).
Після успіху «Декалогу» Кесльовський зняв польсько-французьку співпродукцію «Подвійне життя Вероніки», яка була метафізичною розповіддю про двох однакових жінок, які жили в Польщі та Франції (обидві зіграла Ірен Жакоб). «Подвійне життя Вероніки» отримало позитивні відгуки критиків, отримавши чергову нагороду ФІПРЕССІ в Каннах.
Творчість Кесльовського була увінчана міжнародною французько-польсько-швейцарською трилогією «Три кольори», знятою в 1993—1994 роках, яка покликалася на гасло Французької революції: «Свобода, рівність, братерство». Перший фільм трилогії, «Три кольори: Синій», розповідав про дружину (Жульєт Бінош) видатного композитора, яка, втративши сім'ю в автокатастрофі, позбувається зобов'язань, та у зв'язку з цим відчуває внутрішню порожнечу. «Синій» отримав позитивні оцінки від критиків, отримавши Золотого лева у Венеції та три Сезари. Другий фільм у трилогії «Три кольори: Білий» розповідав про польського перукаря (Збігнев Замаховський), якого кидає його французька дружина, і який намагається їй помститися. «Білий», незважаючи на розчарування критиків зміною стилю режисера та художньою неглибокістю, отримав Срібного ведмедя за режисуру на Міжнародному кінофестивалі у Берліні. Темою останнього фільму в трилогії «Три кольори: Червоний» була самотність, що існує серед людей. «Червоний» отримав дуже позитивні відгуки критиків, які були в захваті від роботи оператора Пйотра Собоцінського та способу розповіді історії; він також був номінований на премію Оскар у трьох категоріях. Фільм мав хороші шанси бути нагородженим Золотою пальмовою гілкою в Каннах, але врешті-решт програв «Кримінальному чтиву» Квентіна Тарантіно.

### Кіно, освітня та театральна діяльність

#### Асоціація польських кінематографістів
Кесльовський працював не лише як кінорежисер. У 1971 році він став членом Асоціації польських кінематографістів, а в 1978—1981 роках був її віце-президентом.

#### Академічне викладання
Кесльовський викладав режисуру та написання сценаріїв у кількох кіноакадеміях:
- в Катовицях (1979—1982) — на факультеті радіо і телебачення Сілезького Університету (нинішня кіношкола ім. Криштофа Кесльовського).
- у Західному Берліні (1984),
- у Гельсінкі (1988),
- у Швейцарії (1985, 1988, 1992),
- у Лодзі (1993—1996)[5].

У 2001 році факультет радіо і телебачення Сілезького Університету прийняв Криштофа Кесльовського своїм покровителем. У 2019 році сенат Сілезького університету перетворив ФРіТБ на Кіношколу ім. Криштофа Кесльовського.

#### Театр та телетеатр
Наприкінці 1977 року Криштоф Кесльовський дебютував як театральний режисер, знявши п'єсу «Життєпис» на основі власного документального фільму. Він співпрацював з Телевізійним театром, поставивши три п'єси: «Шах королю» Стефана Цвейга (1972), «Двоє на гойдалці» Вільяма Гібсона (1976) і «Картотека» Тадеуша Ружевича (1977).

### Смерть
Протягом останніх місяців свого життя Кесльовський разом із Криштофом Песевичем готував сценарій запланованого кінотриптиху. Влітку 1995 року він пережив свій перший серцевий напад. Помер вранці 13 березня 1996 р. у лікарні у Варшаві після перенесеної операції на серці, з яким у нього виникало все більше проблем. Похований 19 березня 1996 р. на Повонзківському цвинтарі у Варшаві.
Надгробну скульптуру, що зображує руки режисера, виставлені як кадр, розробив Криштоф Беднарський.

## Стиль фільмів
Після міжнародного успіху кінематографію Криштофа Кесльовського порівнювали з роботами таких режисерів, як Інгмар Бергман, Роберт Брессон та Роберто Росселліні, проте він розробив власний виразний кіностиль. Кесльовський надихався літературою, вказуючи на Федора Достоєвського, Томаса Манна, Франца Кафку та Альбера Камю як найважливіших для нього авторів.

### Стиль документальних фільмів
У своїй дипломній роботі Кесльовський виклав основні риси своєї документальної творчості. На його думку, документальний фільм відображає реальні події, тому трансформувати реальність для нього не потрібно. Метою його початкової роботи було розмити межу між документальним та художнім кіно, щоб досягти якнайбільшого реалізму. Маніфест Кесльовського передбачав більш точне зображення дійсності та пошук у ньому рис, характерних для художнього фільму.
Кесльовський у документальній фазі своєї творчості був чутливим до долі інших людей і здатності детально спостерігати за світом. Він не засуджував героїв своїх фільмів, дозволяючи їм самим оцінювати явища та цінності. Його документальні фільми також викривали вади репресивної комуністичної системи, яка не визнавала індивідуальності.

### Стиль художніх фільмів
На першому етапі своєї художньої творчості Кесльовський продовжував розвивати бачення документального кіно, виражені в описі реальності Польщі на межі 1970-х та 1980-х років. У фільмах, знятих режисером у 70-х роках ХХ століття, яскраво відзначаються автобіографічні теми («Персонал», «Аматор»), у яких Кесльовський продемонстрував своє розчарування театром та відкриття небезпеки, що криється у створенні документальних фільмів. У «Аматорі» погляди режисера на опис світу були переглянуті: головний герой цього фільму нарешті вирішує пізнати самого себе. Герої соціальних фільмів Кесльовського («Спокій», «Випадок», «Без кінця») прагнуть залишатися нейтральними та морально чистими перед соціально-політичними проблемами Польщі, що призводять до їхньої поразки. Режисер часто («Шрам», «Короткий робочий день», «Випадок») зображав неповноцінних людей із комуністичного режиму, не уникаючи їх схематичного поділу на чесних людей, з чистими намірами, та сповнених підлості і ізольованих від суспільства. Врешті-решт, у «Без кінця» Кесльовський відмовився від опису реальності, створивши метафоричний образ польського суспільства, без зображення влади в жодній формі.
Другий етап художньої творчості режисера зосереджувався на метафізичних проблемах. Він почався з «Декалогу», у якому Кесльовський остаточно відійшов від політики і спробував поставити загальнолюдські моральні питання, одночасно відхиляючись від реалій сучасної Польщі. Завдяки цій зміні режисер почав створювати свій власний, відокремлений від реальності світ. У «Подвійному житті Вероніки» існує особливий зв'язок між двома героїнями, що дозволяє другій з них не повторювати помилок першої. У свою чергу трилогія «Три кольори» зображувала різні форми любові в раціональному світі кінця ХХ століття, поєднуючи мелодраму з авторським кіно і натхненням постмодернізмом на рівні, близькому до кітчу. «Синій» вів полеміку з формулою класичної мелодрами, одночасно показуючи процес відновлення людини після сімейної трагедії. «Білий», у свою чергу, являє собою низку цитат та алюзій на класичні фільми. «Червоний» — найбільш віддалений від дійсності і метафоричний фільм режисера — закриває історію героїв триптиху, водночас розмірковуючи про значну роль випадковості в житті людини.

### Естетична сторона
Документальні фільми, як і ранні художні фільми у творчості Кесльовського, показали Польщу у всій її потворності, наголошуючи на її безбарвному пейзажі. Ранні твори Кесльовського вирізняються своєю аскетичною формою, холодним зображенням похмурої дійсності Польської Народної Республіки та відсутністю відмінностей між головними героями та статистами.
У «Декалозі» Кесльовський почав використовувати складні візуальні прийоми, наприклад, побудову другого плану у глибині сцени або зображення проти світла із використанням контрасту. Він також використовував численні художні  недосказання; роботи з цієї серії були споглядальними творами з повільним ритмом. Тому французька критикиня Веронік Кампан описала Кесльовського як «режисера бездіяльності, нудьги, повільності» та «майстра описів».
Починаючи з фільму «Подвійне життя Вероніки» помітно зміну в авторській естетиці. Кесльовський почав створювати власну реальність, і тому світ, який він знімав, став мальовничим, набув чарівності та стилю, нагадуючи друковану та телевізійну рекламу. Завдяки фокусу режисера на обличчях головних героїв, набули значення їхні найдрібніші жести.
Зміни були помітними і в музиці. На ранній фазі своєї творчості Кесльовський використовував обмежені музичні доріжки, не обов'язково пов'язані із драматизмом фільму. Починаючи з фільму «Без кінця», режисер співпрацює з композитором Збігневом Прайснером, що вплинуло на зміну музики; вона сприяла підсиленню драматизму та гармоніювала з зображенням.
Велику увагу Кесльовський приділяв монтажу. Знімаючи кадри, він часто вирізав великі фрагменти фільму, створюючи недосказання та таємниці в сюжеті.

## Значення
Роботи Криштофа Кесльовського мали значний вплив на подальшу кінематографію. Натхнення його фільмами видно у фільмах Нурі Більге Джейлана та Гжегожа Зглінського; Крістіан Мунджіу також зізнався, що черпав натхнення з творчого доробку Кесльовського. Єжи Штур, який глибоко надихався роботами Кесльовського, присвятив йому свій фільм «Любовні історії», у якому також представив моральну п'єсу про кохання; він також використав закинений сценарій Кесльовського, створивши фільм «Велика тварина». Кінематографія Кесльовського також вплинула на творчість Тома Тиквера, який також використав його нереалізований сценарій (написаний разом з Криштофом Песевичем) для фільму «Небо», який мав стати початком трилогії; у 2006 році вийшов другий фільм із незавершеного триптиху «Пекло» режисера Даніса Тановіча.

## Фільмографія

### Документальні, короткометражні фільми
- Трамвай (Tramwai) (1966)
- Установа (Urząd) (1966)
- Концерт бажань (Koncert Życzeń (Concert Of Wishes) (1967)
- Із міста Лодзь (Z miasta Łodzi) (1969)
- Я був солдатом (Byłem żołnierzem) (1970)
- Робітники '71: Нічого про нас без нас (Robotnicy '71: Nic o nas bez nas) (1971)
- Рефрен (Refren) (1972)
- Підземний перехід (Przejście podziemne) (1973)
- Муляр (Murarz) (1973)
- Перша любов (Pierwsza miłość) (1974)
- Життєпис (Życiorys) (1975)
- Легенда (1975)
- Хлопавка (Klaps) (1976)
- Шпиталь (Szpital) (1976)
- Спокій (Spokój) (1976)
- Я не знаю (Nie wiem) (1977)
- З точки зору нічного вахтера (Z punktu widzenia nocnego portiera) (1978)
- Балакучі голови (Gadajace głowy) (1980)
- Вокзал(Dworzec) (1981)
- Короткий робочий день (Krótki dzień pracy) (1981)

### Повнометражні фільми
- Персонал (Personnel) (1975)
- Шрам (Blizna) (1976)
- Аматор (Amator) (1979)
- Випадок (Przypadek) (1981)
- Без кінця (Bez końca) (1984)
- Декалог (Dekalog) (1988)
- Короткий фільм про вбивство (Krótki film o zabijaniu) (1988)
- Короткий фільм про любов (Krótki film o miłości) (1989)
- Подвійне життя Вероніки (La Double vie de Ve'ronique/Podwójne życie Weroniki) (1991)
- Три кольори: Синій (Trois couleurs: Bleu) (1993)
- Три кольори: Білий (Trois couleurs: Blanc/Trzy kolory: Biały) (1994)
- Три кольори: Червоний (Trois couleurs: Rouge) (1994)

### Фільми про Криштофа Кесльовського
- 1989 Z rzeczywistości (Документальний фільм)
- 1993 Krzysztof Kieślowski. «Trzy kolory» (Документальний фільм)
- 1994 Kieślowski spotyka Wendersa (Документальний фільм)
- 1995 Krzysztof Kieślowski: I'm so-so… (Документальний фільм)
- 1996 Krótki film o Krzysztofie Kieślowskim (Документальний фільм)
- 1999 Kieślowski i jego amator (Документальний фільм)
- 2001 Krzysiek Kieślowski (Документальний фільм)
- 2005 Still alive (Документальний фільм)
- 2005 Rosja — Polska. Nowe spojrzenie (Документальний фільм, серія: Mój Kieślowski)

## Нагороди та відзнаки
Криштоф Кесльовський виграв численні нагороди на міжнародних фестивалях, зокрема Гран-прі в Мангеймі (1975), Золоту медаль у Москві (1979), Золоте Гюго в Чикаго (1980), Європейську кінопремію «Фелікс» (1988), Золотий лев у Венеції (1993) та Велику премію Air Canada у Ванкувері. Він двічі отримував «Золотого лева» на польському кінофестивалі в Гдині. Він також неодноразово був удостоєний нагороди ФІПРЕССІ (1979, 1988, 1989, 1991). За внесок у кінематографію в 1993 році він був нагороджений Орденом Мистецтв та літератури.
Також Кесльовський отримав престижні відзнаки. У 1990 році йому було присвоєно статус почесного члена Британського інституту кінематографії, а в 1995 році він став членом Американської академії кінематографічних мистецтв і наук. У грудні 2000 року постановою сенату Сілезького університету в Катовицях факультету Радіо і телебачення було присвоєно ім'я режисера. Його іменем названо деякі школи: загальноосвітні школи (наприклад, V ліцей у Зеленій Гурі, XXIX ЗОШ у Кракові, XXXIV ліцей № XXXIV у Лодзі) та гімназії (наприклад, гімназія № 36 у Варшаві, гімназія № 36 у Лодзі та державна гімназія у м. Мерошув). З 2011 р. Фонд сучасного мистецтва «In Situ» організовує у Соколовсько циклічний кінофестиваль, зосереджений на творчості режисера — «Соколовсько Кінофестиваль на честь Кесльовського».